# Boucq
Boucq ist eine französische Gemeinde mit 357 Einwohnern (Stand: 1. Januar 2022) im Département Meurthe-et-Moselle in der Region Grand Est (vor 2016 Lothringen). Sie gehört zum Arrondissement Toul und zum Kanton Le Nord-Toulois. Die Einwohner werden Boucquins genannt.

## Geografie
Boucq liegt etwa 36 Kilometer westnordwestlich von Nancy. Nachbargemeinden sind Geville im Westen und Norden, Royaumeix im Osten und Nordosten, Trondes im Süden, Troussey im Südwesten, Sorcy-Saint-Martin im Südwesten und Westen sowie Euville im Westen.    

## Bevölkerungsentwicklung
| Jahr                       | 1962 | 1968 | 1975 | 1982 | 1990 | 1999 | 2006 | 2019 |
| Einwohner                  | 391  | 336  | 305  | 321  | 330  | 333  | 371  | 354  |
| Quellen: Cassini und INSEE |      |      |      |      |      |      |      |      |

## Sehenswürdigkeiten
- Kirche Saint-Pierre aus dem 13. Jahrhundert
- Reste der Burg Boucq aus dem 14. Jahrhundert

Siehe auch: Liste der Monuments historiques in Boucq

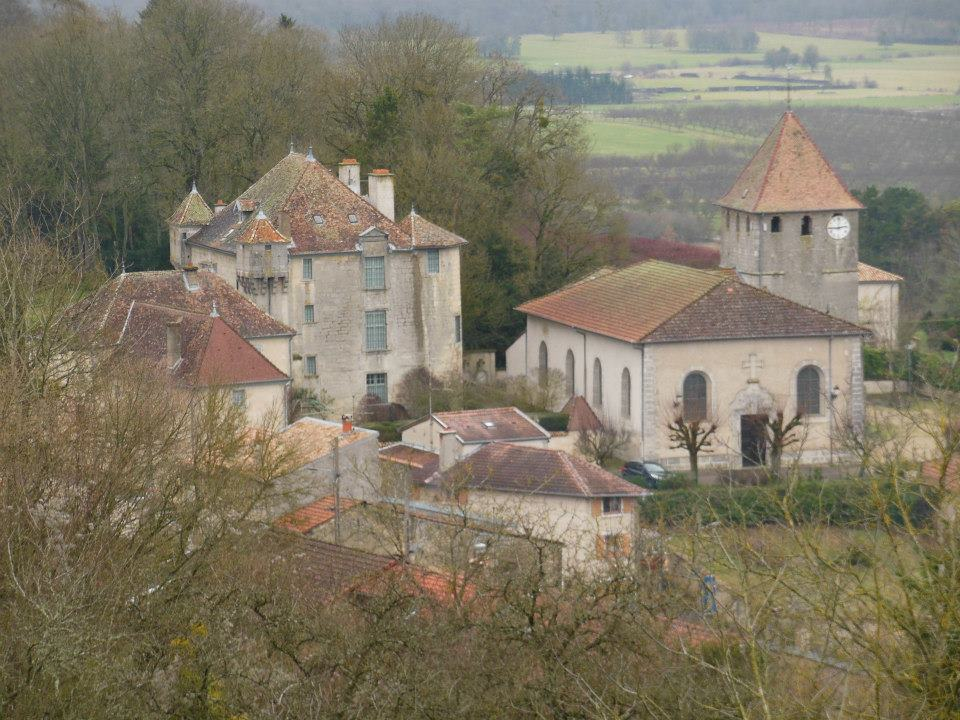
Kirche Saint-Pierre und die Reste der Burg